# Cladoniaceae
Famille
Les Cladoniaceae (Cladoniacées) sont une famille de champignons lichénisés associés à des algues vertes. La famille comporte environ 500 espèces à la morphologie remarquablement constante : sauf exception, il s'agit de lichens essentiellement terricoles comportant un thalle primaire horizontal, persistant ou évanescent, et sur lequel se dressent des structures verticales nommées podétions qui portent les ascomes.

## Liste des genres et sous-familles
Selon MycoBank (18 mars 2024) :
- Biscladinomyces Cif. & Tomas., 1953
- Biseucladoniomyces Cif. & Tomas., 1953
- Calathaspis I.M. Lamb & W.A. Weber, 1972
- Capitularia Flörke, 1807
- Carassea S. Stenroos, 2002
- Cenomyce Ach., 1809
- Cetradonia J.C. Wei & Ahti, 2002
- Cladia Nyl., 1870
- Cladina (Nyl.) Nyl., 1866
- Cladinomyces Cif. & Tomas., 1953
- Cladona Adans., 1763
- Cladonia P. Browne, 1756
- Cladoniomyces E.A. Thomas ex Cif. & Tomas., 1953
- Eucladoniomyces Cif. & Tomas., 1953
- Gymnoderma Humb., 1793
- Helopodium Ach. ex Michx., 1803
- Heteromyces Müll. Arg., 1889
- Metus D.J. Galloway & P. James, 1987
- Muhria P.M. Jørg., 1987
- Myelorrhiza Verdon & Elix, 1986
- Notocladonia S. Hammer, 2003
- Papillaria J. Kickx f., 1835
- Phyllocarpos Poir., 1813
- Pilophorus Th. Fr., 1857
- Pulchrocladia S. Stenroos, Pino-Bodas, Lumbsch & Ahti, 2018
- Pycnothelia (Ach.) Dufour, 1821
- Rexiella S. Stenroos, Pino-Bodas & Ahti, 2019
- Schasmaria (Ach.) Gray, 1821
- Scyphophorus Ach. ex Michaud, 1803
- Sphaerophoropsis Vain., 1890
- Squamarinoideae Lumbsch & S.D. Leav., 2019
- Squamella S. Hammer, 2001
- Stereocauloideae Lumbsch & S.D. Leav., 2019
- Thysanothecium Mont. & Berk., 1846

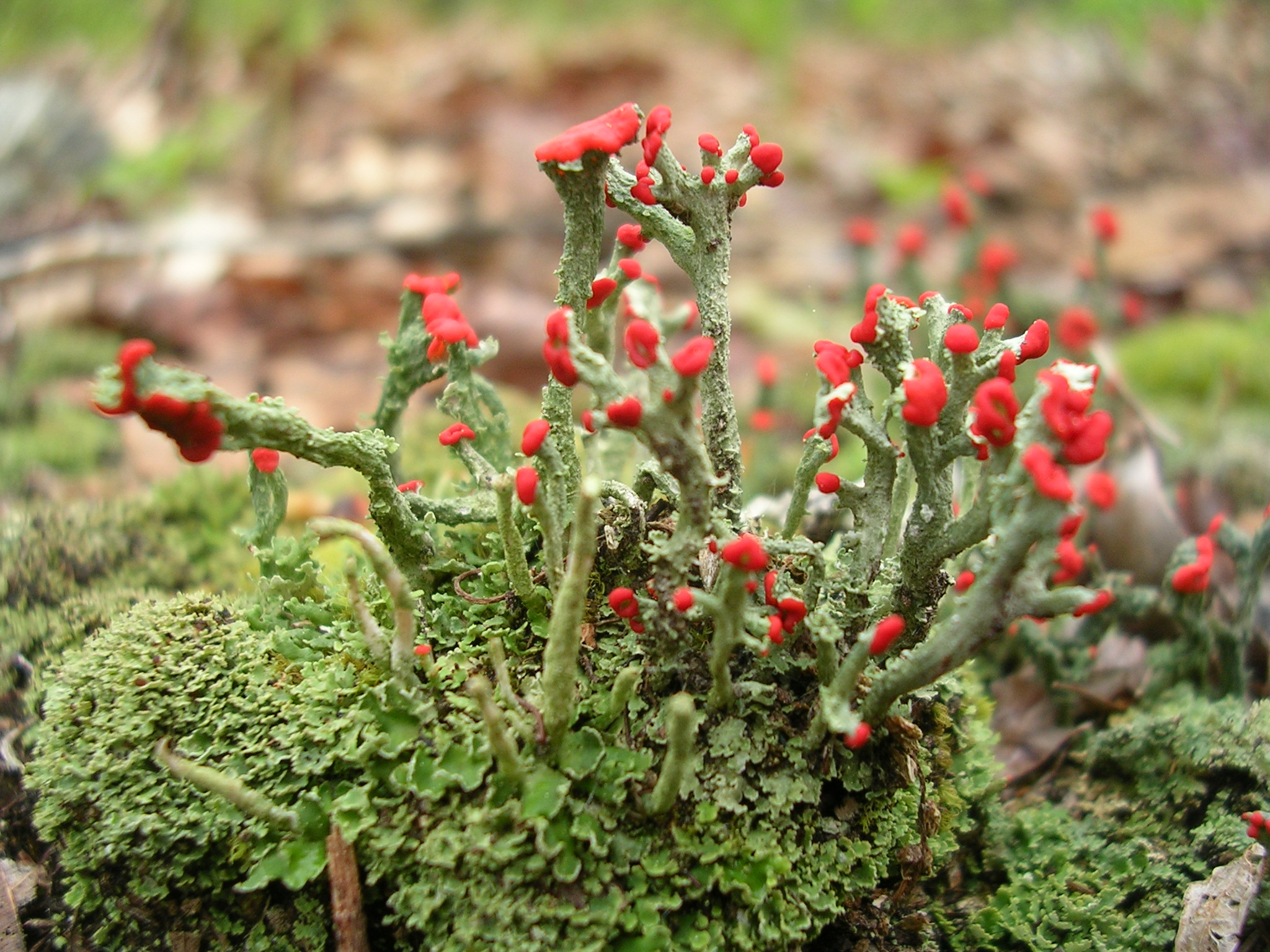
Cladonia cristatella.
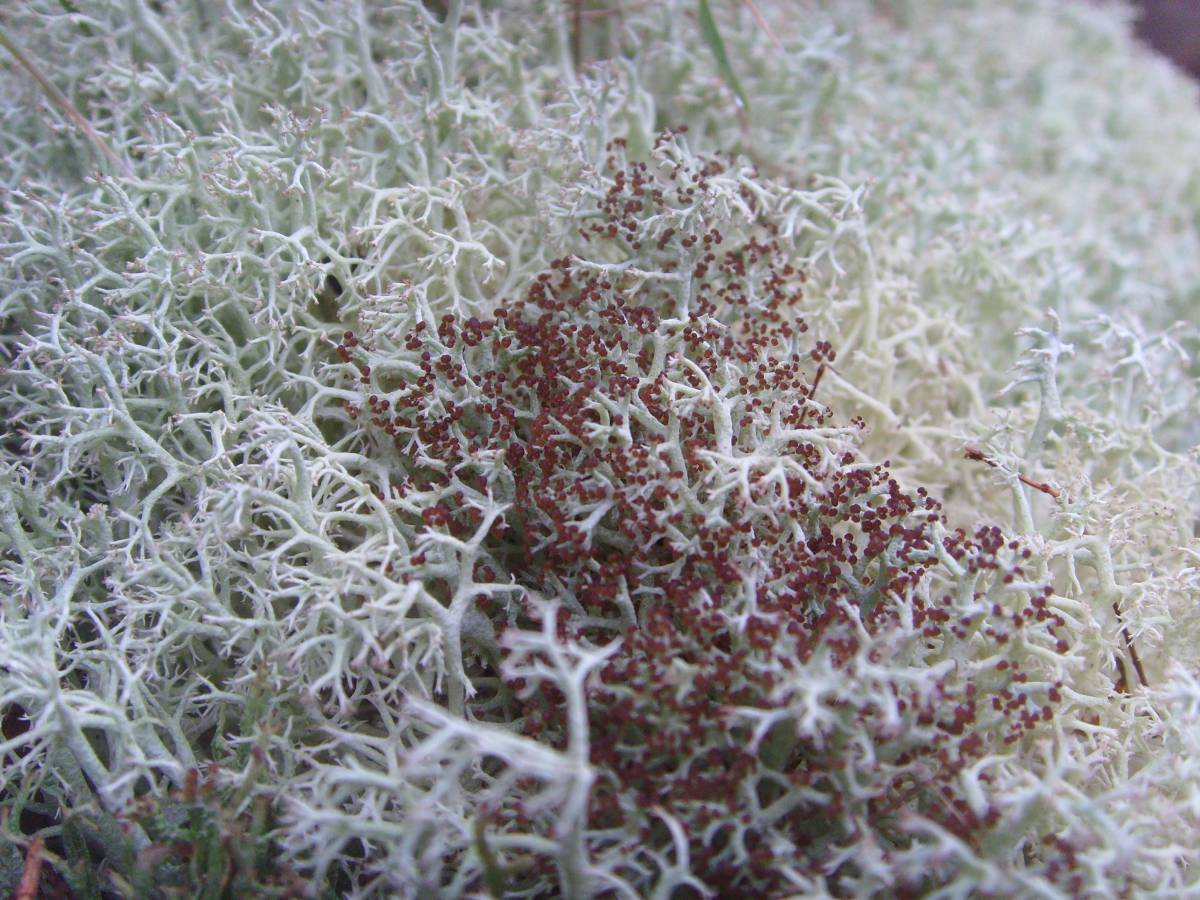
Cladonia portentosa.
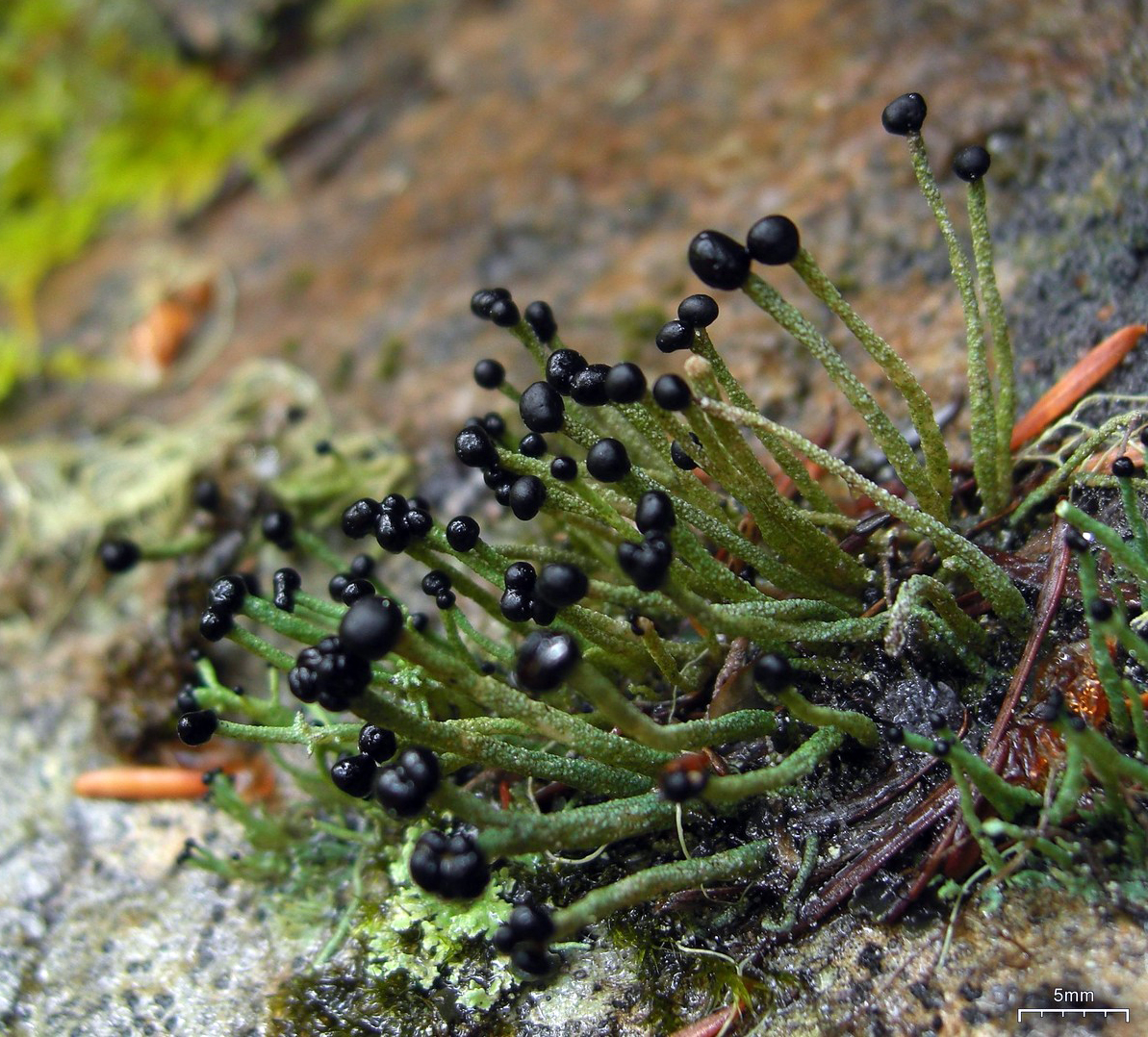
Pilophorus aciculare.
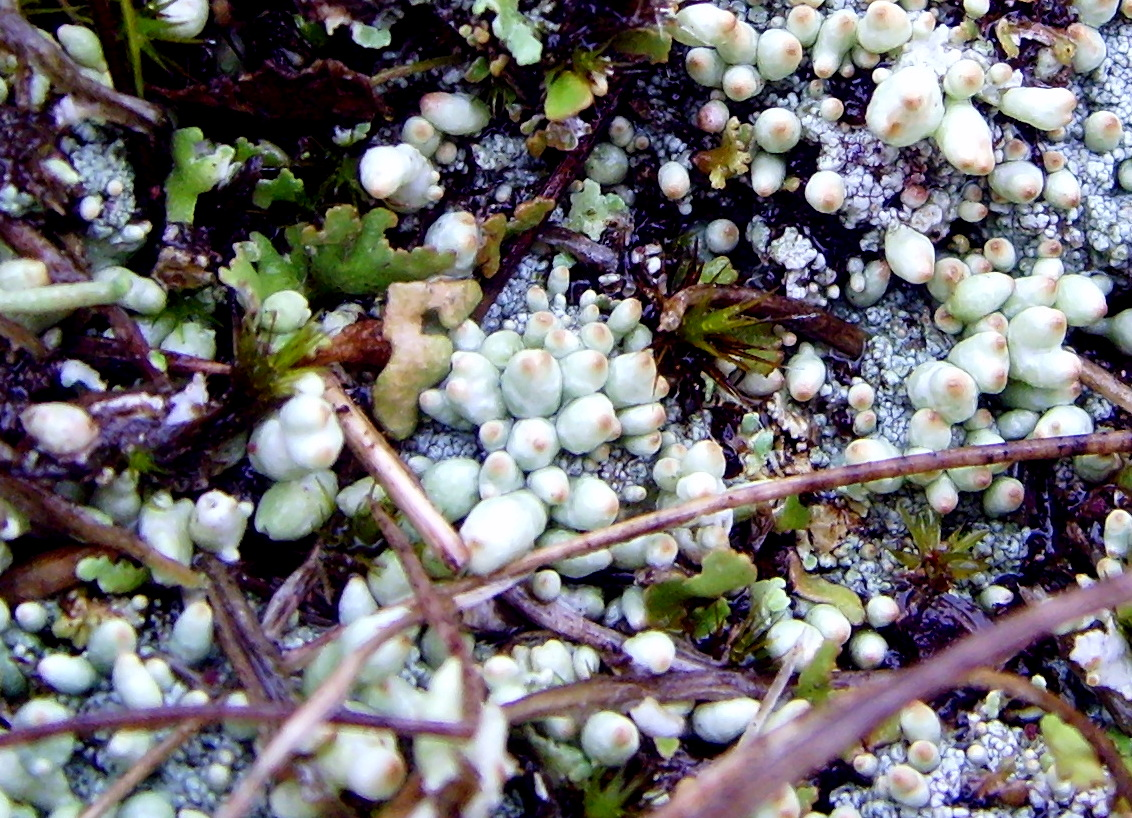
Pycnothelia papillaria.

## Systématique
Le nom correct complet (avec auteur) de ce taxon est Cladoniaceae Zenker, 1827.

## Publication originale
- (de) Jonathan Carl Zenker, Kryptogamische Parasiten auf officinellen Rinden, vol. 1, 1827, p. 109-200